# 孟廣瑞
孟廣瑞（英語：Jimmy Meng，1944年—），生於中華民國山東省，移民美國紐約市皇后區，擁有中華民國與美國雙重國籍。曾擔任紐約州第22選區州眾議員，是紐約州第一位亞裔與臺灣裔的州眾議員。美國眾議院議員孟昭文為其女兒。

## 生平
孟廣瑞在山東出生，在國共內戰中，其家庭隨中華民國政策來到台灣，屬於台灣外省人族群。1975年移民美國紐約市，經營木材生意，是名成功的商人。
2004年，代表美國民主黨，成為紐約州州眾議員，是紐約州議會第22選區第一位亞裔州議員。2007年，孟廣瑞在初選中失敗，由楊愛倫取得法拉盛選區席次。
2012年7月25日，涉及司法黃牛案，被逮捕。聯邦檢察官指出，一名聯邦合作證人（cooperating witness）在2011年因為稅務犯罪遭到起訴，孟廣瑞聲稱可以每位2萬美元的價格，行賄助理檢察官，以求減刑。這段對話遭到聯邦探員錄音。孟廣瑞在接受合作證人送交的裝有數千美元現金水果籃時，被聯邦探員當場逮捕。法庭裁定以100萬美元交保，但要求交出護照，限制出境。孟廣瑞本人宣稱無罪。